# Разумов, Илья Степанович
Илья́ Степа́нович Ра́зумов (1778—1827) — русский кораблестроитель XIX века, построил более 100 судов, среди которых первый линейный корабль, спроектированный по «параболическому» методу, первый колёсный военный пароход «Метеор» Черноморского флота, полковник Корпуса корабельных инженеров Российского императорского флота, переводчик с французского сочинений по кораблестроению.

## Биография
Разумов Илья Степанович родился около 1778 года в семье обер-офицера Степана Разумова. Дворянин.

### Корабельный подмастерье
В 1790 году начал службу тиммермановским учеником на верфях Санкт-Петербурга. В 16 лет вместе с И. В. Курепановым был командирован в Англию для совершенствования в области кораблестроения. В 1799 году был произведён в корабельные подмастерья и пожалован чином 14-го класса Табели о рангах. Находился в русско-английской эскадре Голландской экспедиции союзных войск, крейсировавшей у голландских берегов и участвовал в боевых действиях при взятии острова Текселя. В 1802 году был командирован из Лондона в Гамбург для закупки двух кораблей для Российско-американской компании. В командировке сделал переводы нескольких книг по кораблестроению, одна из которых — «Исчисление груза кораблей всех рангов с изъяснением правил, служащих к определению якорей и канатов, взятое из французского сочинения вице-адмирала Тевенарда» была издана после его возвращения в Россию в 1805 году.

### Участие во Второй Архипелагской экспедиции
В 1803 году возвратился в Россию, преподавал кораблестроение в Училище корабельной архитектуры в Санкт-Петербурге. 17 мая 1804 года был произведён в помощники корабельного мастера и назначен в отряд четырёх кораблей капитан-командора А. С. Грейга, который перешёл из Кронштадта в Средиземное море к острову Корфу. 31 декабря 1804 года был произведён в XII класс. В 1805 году был послан на фрегате «Венус» на Мальту для закупки брига «Летун», на котором возвратился на Корфу. Затем был назначен старшим корабельным мастером в эскадре адмирала А. С. Грейга Второй Архипелагской экспедиции. В 1806 году проводил разведку строевых лесов на острове Санта-Мавра (Ионические острова) и на албанском берегу. С 1807 пол 1809 годы находился в Триесте на эскадре капитан-командора И. О. Салтанова. 1 января 1808 года был произведён в IX класс, а 24 декабря пожалован корабельные мастера VIII класса.

### Служба на верфях Санкт-Петербурга

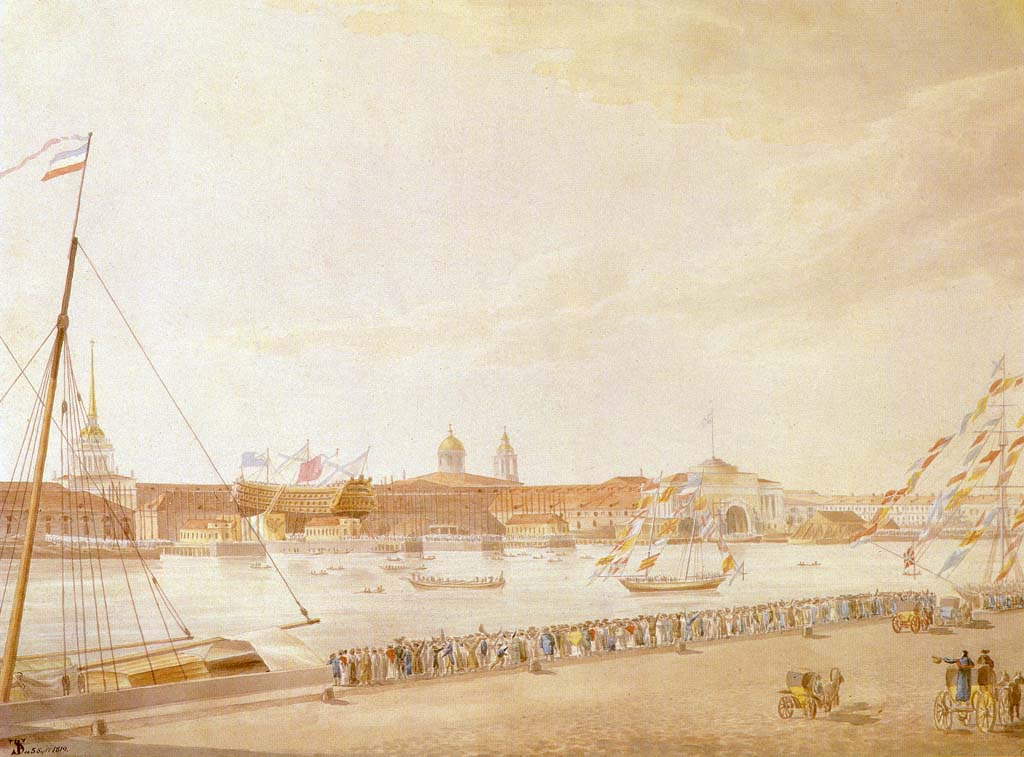
«Спуск корабля на Неве». Акварель Ф. Ф. Шенрока. 1819 г.

В 1810 году Разумов вернулся берегом из Триеста в Россию и в Санкт-Петербургском адмиралтействе вместе с строителем И. В. Курепановым приступил к строительству двух 44-пушечных фрегатов типа «Амфитрида»: «Автроил» и «Архипелаг», которые были спущены на воду 17 сентября 1811 года. В декабре 1811 года Илья Разумов самостоятельно заложил 74-пушечный парусный линейный корабль «Нептунус», который после постройки и спуска на воду 6 июня 1813 года, вошел в состав Балтийского флота. За постройку корабля был награждён денежной премией в 1500 рублей.
В 1812 году на Галерной верфи Санкт-Петербурга совместно с корабельным мастером Г. С. Исаковым построил 60 канонерских лодок, которые участвовали в Отечественной войне 1812 года и войне с Францией 1813—1814 годов. В 1812 году был назначен начальником третьего отделения адмиралтейских служителей.
В 1816 году был переименован в начальники первого отделения адмиралтейских служителей. В 1817 году завершил постройку 74-пушечного парусного линейного корабля «Фершампенуаз». За отличие произведён в VII класс и награждён орденом Святого Владимира 4 степени. В 1819 году был командирован в Англию для покупки корабля для Российско-американской компании.

### Служба в Николаевском адмиралтействе

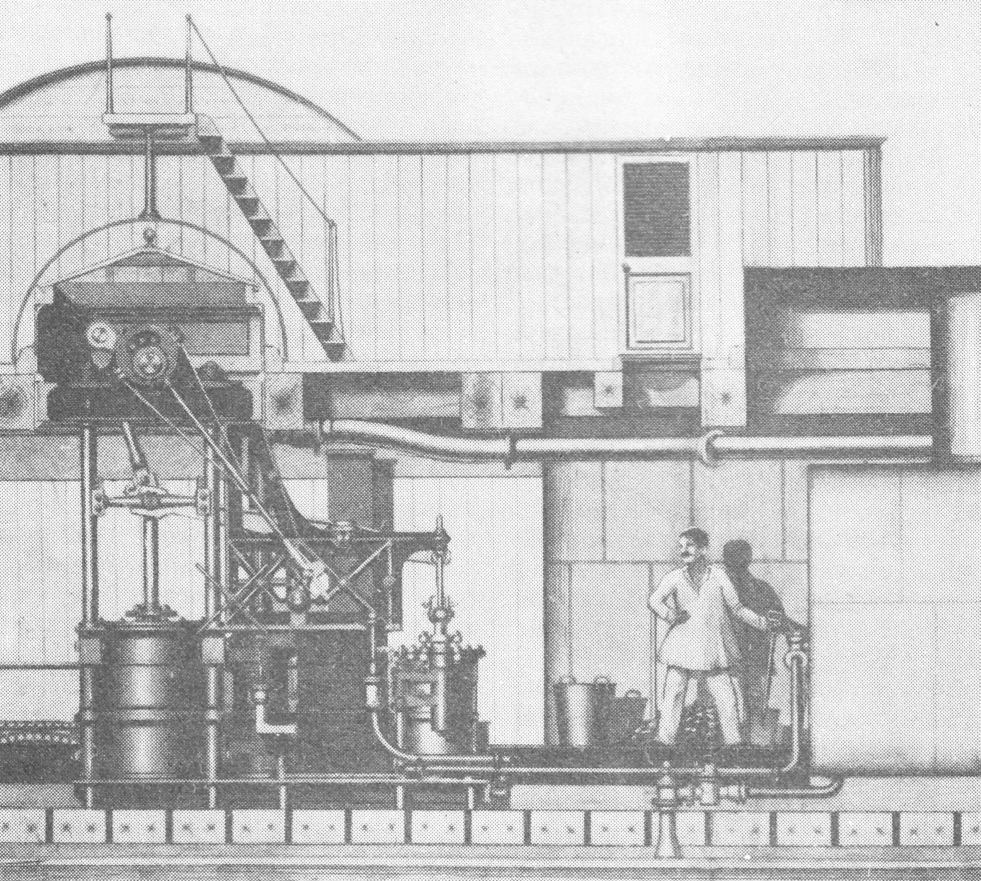
Машинно-котельное отделение парохода «Метеор», продольный разрез.

В 1820 году по просьбе адмирала А. С. Грейга Илья Разумов был переведён в Николаев, где адмирал активно возрождал судостроение и флот. В Николаеве Разумов построил более 40 судов. 22 июня 1822 года был произведён в VI класс. В период с 1821 по 1822 годы построил 11 канонерских лодок (типа «Дерзкая»): «Буян», «Забияка», «Гроза», «Страж», «Крот», «Вихрь», «Крокодил», «Щука», «Ящерица», «Пчела» и «Оса».
27 апреля 1822 года на верфи в Николаевском адмиралтействе Разумов заложил 74-пушечный линейный корабль «Пармен» (спущен на воду 18 октября 1823 года), 17 октября 1823 года И. Разумов заложил 80-пушечный линейный корабль «Пантелеймон» (спущен на воду 8 ноября 1824 года) и 110-пушечный линейный корабль «Париж» (до февраля 1827 года имел название «Дербент», спущен на воду 23 сентября 1826 года). В 1824—1827 годах построил пять транспортов специальной постройки: «Чайка», «Змея», «Опыт», «Успех» и «Сухум-Кале». 23 сентября 1826 года Разумов заложил 84-пушечный линейный корабль «Императрица Мария» — первый корабль, спроектированный по «параболическому» методу и спущенный на воду 17 октября 1827 года.
По инициативе адмирала А. С. Грейга Разумов разработал чертежи и построил первые на Чёрном море военные пароходы. 17 марта 1823 года он заложил первый русский паровой колёсный военный 14-пушечный пароход «Метеор». 15 июня 1825 года «Метеор» был спущен на воду, а в 1826 году вошел в состав Черноморского флота. На пароходе были установлены две паровые машины завода Берда обшей мощностью 60 л. с. В 1826 году Разумов построил военный пароход «Молния», на котором были установлены две паровые машины Ижорского завода обшей мощностью 80 л. с. Скорость парохода достигала 5,5 узлов.
Умер Илья Степанович Разумов 9 ноября 1827 года в Николаеве в чине полковника Корпуса корабельных инженеров.